# Chambre de commerce et d'industrie de la Guyane
La chambre de commerce et d'industrie de la Guyane est la CCI du département de la Guyane. Elle constitue un acteur majeur dans l'économie de la Guyane. Son siège est à Cayenne sur la place de l'Esplanade.

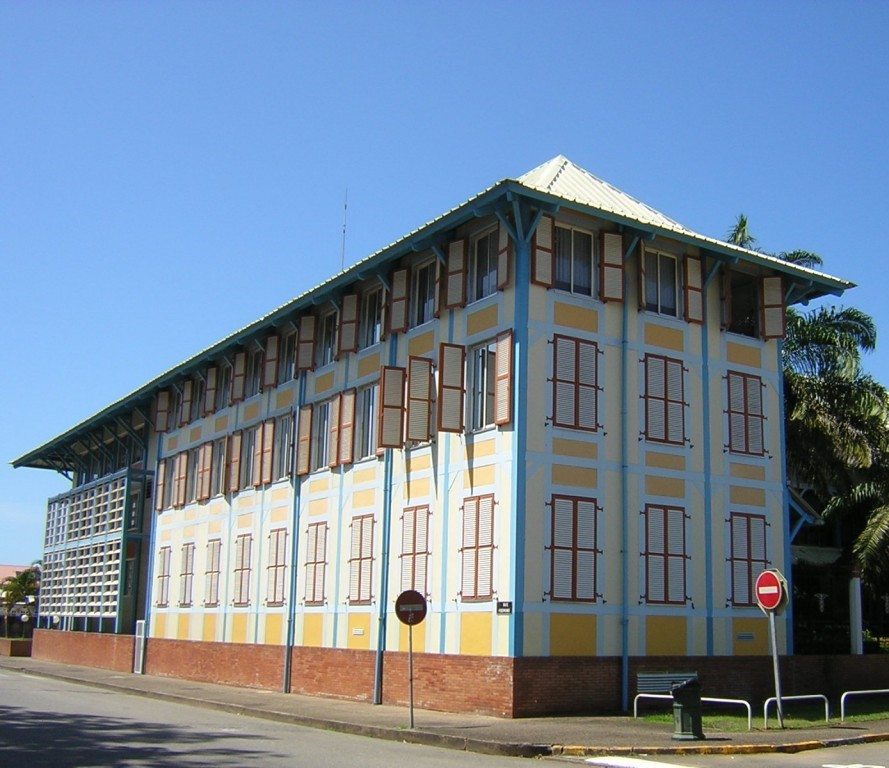
Chambre de commerce et de l'industrie de la Guyane

## Missions
À ce titre, elle est un organisme chargé de représenter les intérêts des entreprises commerciales, industrielles et de service de la Guyane et de leur apporter certains services. C'est un établissement public qui gère en outre des équipements au profit de ces entreprises. Elle est le « porte-parole » de 5 630 entreprises actives enregistrées au RCS.
Comme toutes les CCI, elle est placée sous la double tutelle du ministère de l'Industrie et du ministère des PME, du Commerce et de l'Artisanat.

### Service aux entreprises
- Centre de formalités des entreprises
- Assistance technique au commerce
- Assistance technique à l'industrie
- Assistance technique aux entreprises de service
- Point A (apprentissage)

### Gestion d'équipements
- Aéroport international Félix-Éboué ;
- Port maritime de Dégrad-Des-Cannes ;
- Port du Larivot à Matoury ;
- Vieux Port de Cayenne ;
- Port de plaisance de Cayenne.

### Centres de formation
- Institut consulaire de formation ;
- Centre d'étude des langues (CEL) ;
- Licence professionnelle.

## Historique
9 mai 1881 : Création de la CCI.

## Pour approfondir